# Емалетдинов, Юнер Фасхетдинович
Юнер Фасхетдинович Емалетдинов — советский хозяйственный, государственный и политический деятель.

## Биография
Родился в 1927 году в Уфе. Член КПСС с года.
С 1952 года — на хозяйственной, общественной и политической работе. В 1952—2000 гг. — рабочий на промышленных предприятиях Казани, главный инженер Макуловской МТС, директор Услонской МТС, секретарь парткома завода «Теплоконтроль», 2-й секретарь, 1-й секретарь Приволжского райкома КПСС Казани, директор, генеральный директор НПО, советник генерального директора Татарского государственного предприятия «Радиоприбор».
Делегат XXIII съезда КПСС.
Умер в Казани в 2000 году.